# Bang Khen
Bang Khen (Thai: บางเขน) is een van de  vijftig districten (khet) van de hoofdstad van Thailand, Bangkok. Het telde (anno 2004) ruim 177.000 inwoners en is een van de meest noordelijke districten. Het heeft een oppervlakte van 42,123 km² en een bevolkingsdichtheid van 4203/km². Aangelegen districten zijn (met de klok mee) Sai Mai, Khlong Sam Wa, Khan Na Yao, Bueng Kum, Lat Phrao, Chatuchak, Lak Si en Don Muang.
Bang Khen werd in 1897 opgericht als amphoe van Phra Nakhon, wat toen nog een provincie was. In 1972 werden de provincies Thonburi en Phra Nakhon samengevoegd en Krung Thep Maha Nakhon (Bangkok) genoemd. Bestuurlijke eenheden in deze nieuwe hoofdstad werden nu in plaats van amphoe en tambon respectievelijk khet en kwhaeng genoemd. Daarmee werd Bang Khen een khet (district). Op dat moment waren er nog maar acht stadsdistricten in Bangkok.
Omdat er slechts acht districten waren was Bang Khen veel groter dan dat het nu is. In 1989 werd het westelijke gedeelte een apart district, namelijk Don Muang. Het zuidwesten werd Chatuchak. In 1997 werd het noorden Sai Mai, maar kreeg Bang Khen Moo 8/10e deel van de kwhaeng van Lat Phrao erbij.

## Indeling
Het district is opgedeeld in twee subdistricten (Khwaeng).
- Anusawari (อนุสาวรีย์)
- Tha Raeng (ท่าแร้ง)